# Regierung Martens VII
Die belgische Regierung Martens VII war vom 21. Oktober 1987 bis zum 9. Mai 1988 im Amt. Am 23. Oktober 1987 erhielt sie das Vertrauen der Abgeordnetenkammer und am 24. Oktober 1987 das des Senats. Sie bestand aus fünfzehn Ministern (Premierminister inbegriffen) und dreizehn Staatssekretären.
Diese siebte unter Wilfried Martens (CVP) angeführte Regierung setzte sich aus flämischen und frankophonen Christlichsozialen (CVP und PSC) und Liberalen (PVV und PRL) zusammen. Die Regierung Martens VII war die Nachfolgerin der Regierung Martens VI, die ebenfalls aus Christlichsozialen und Liberalen zusammengestellt und aufgrund der Problematik rund um die Gemeinde Voeren und die Person von José Happart (PS) nach zweijähriger Laufzeit gescheitert war. Martens VII wurde nach nur wenigen Tagen der Verhandlung als reine Übergangsregierung gebildet mit dem Ziel, vorgezogene Neuwahlen und eine Verfassungsänderung im Hinblick auf eine zukünftige Staatsreform vorzubereiten.
In ihrer kurzen Laufzeit erfuhr die Regierung nur eine Personaländerung. Am 3. Februar 1988, als die Regierung nur noch laufende Geschäfte wahrnahm, schied Guy Lutgen aus und wechselte in die wallonische Regierung.
Auch wenn die Regierung Martens VII als Übergangsregierung gebildet wurde, blieb sie nach den Neuwahlen vom 13. Dezember 1987 noch ein halbes Jahr als scheidende Regierung im Amt. Bei diesen Wahlen hatten sowohl die flämischen Christlichsozialen als auch die französischsprachigen Liberalen Verluste einstecken müssen. Die Bildung einer neuen Regierung, bei der vor allem Jean-Luc Dehaene (CVP) das Gros der Arbeit leistete (zu dieser Zeit fiel der Spruch „Sire, geben Sie mir hundert Tage“, den Dehaene an den König adressierte), war äußerst lang und zäh, da sie eine Lösung für das Problem Voeren und die Grundprinzipien einer neuen Staatsreform voraussetzte. Schließlich stand am 9. Mai 1988 die neue Regierung Martens VIII, die aus den Christlichsozialen, den wieder erstarkten Sozialisten (SP und PS) und der flämisch-nationalistischen Volksunie (VU) zusammengesetzt war.

## Zusammensetzung
| Minister | Name                              | Partei |
| --- | --------------------------------- | ------ |
| Premierminister | Wilfried Martens                  | CVP    |
| Vizepremierminister, Minister für Justiz und institutionelle Reformen | Jean Gol                          | PRL    |
| Vizepremierminister, Minister für den Haushalt, Wissenschaftspolitik und Planung | Guy Verhofstadt                   | PVV    |
| Vizepremierminister, Minister für wirtschaftliche Angelegenheiten | Philippe Maystadt                 | PSC    |
| Minister für äußere Angelegenheiten | Leo Tindemans                     | CVP    |
| Minister für Finanzen | Mark Eyskens                      | CVP    |
| Minister für öffentliche Arbeiten | Louis Olivier                     | PRL    |
| Minister für Verkehrswesen und Außenhandel | Herman De Croo                    | PVV    |
| Minister für innere Angelegenheiten, den öffentlichen Dienst und die Dezentralisierung                                                                                               | Joseph Michel                     | PSC    |
| Minister für Beschäftigung und Arbeit | Michel Hansenne                   | PSC    |
| Minister für nationales Unterrichtswesen (N) | Daniel Coens                      | CVP    |
| Minister für soziale Angelegenheiten und institutionelle Reformen | Jean-Luc Dehaene                  | CVP    |
| Minister für Landesverteidigung und Minister der Brüsseler Region | François-Xavier de Donnea         | PRL    |
| Minister für den Mittelstand | Jacky Buchmann                    | PVV    |
| Minister für nationales Unterrichtswesen (F) | Antoine Duquesne                  | PRL    |
| Staatssekretäre | Name                              | Partei |
| Staatssekretär für Entwicklungszusammenarbeit | André Kempinaire                  | PVV    |
| Staatssekretär für Außenhandel | Etienne Knoops                    | PRL    |
| Staatssekretär für Pensionen | Pierre Mainil                     | PSC    |
| Staatssekretärin für Post-, Telegrafen- und Telefonwesen | Paula D’Hondt                     | CVP    |
| Staatssekretär für Europäische Angelegenheiten und Landwirtschaft | Paul De Keersmaeker               | CVP    |
| Staatssekretär für Energie | Firmin Aerts                      | CVP    |
| Staatssekretär für Justiz und den Mittelstand | Georges Mundeleer                 | PRL    |
| Staatssekretär für die Brüsseler Region | Jan Bascour                       | PVV    |
| Staatssekretär für die Modernisierung und die Informatisierung des öffentlichen Dienstes Amt am 3. Februar 1988 aufgelöst und Zuständigkeiten von Premierminister Martens übernommen | - bis 3. Februar 1988: Guy Lutgen | - PSC  |
| Staatssekretär für den öffentlichen Dienst und Wissenschaftspolitik | Louis Bril                        | PVV    |
| Staatssekretär für die Brüsseler Region | Jean-Louis Thys                   | PSC    |
| Staatssekretärin für Umwelt und soziale Emanzipation | Miet Smet                         | CVP    |
| Staatssekretärin für öffentliche Gesundheit und Behindertenpolitik | Wivina Demeester                  | CVP    |